# Foixà
Foixà település Spanyolországban, Girona tartományban. Foixà Colomers, Jafre, Verges, Ultramort, Parlavà, Rupià, La Pera, Flaçà és Sant Jordi Desvalls községekkel határos. Lakosainak száma 292 fő (2024).

## Népesség
A település népessége az elmúlt években az alábbi módon változott:
| Lakosok száma | 237  | 962  | 590  | 511  | 323  | 321  | 336  | 320  | 297  | 292  |
|               | 1717 | 1887 | 1936 | 1960 | 1986 | 2004 | 2009 | 2014 | 2019 | 2024 |